# Discografia de Hunter Hayes
A discografia de Hunter Hayes, um cantor e compositor norte-americano, consiste de três álbuns de estúdio, um álbum de compilação, dois extended play (EP) e quinze singles. Seu álbum de estreia, Hunter Hayes, foi lançado em 11 de outubro de 2011 e atingiu as terceira e 17ª posições nas tabelas musicais dos Estados Unidos, Country Albums e Billboard 200, respectivamente. Em 18 de junho com o lançamento da reedição, o trabalho veio a conseguir a sétima posição na Billboard 200 e a primeira colocação no Country Albums; nesta última tornou-se o álbum que mais tempo demorou para alcançar o cume, após passar 89 semanas na tabela, ultrapassando as 51 semanas por Wide Open Spaces de Dixie Chicks em 1999. O material fonográfico foi autenticado de ouro pela associação Music Canada (MC) e como platina pela Recording Industry Association of America (RIAA). A canção "Storm Warning" serviu como primeiro single de divulgação e entrou nas paradas norte-americanas. A segunda canção selecionada como single, "Wanted", fez de Hayes o artista solo mais jovem a liderar a tabela Hot Country Songs, além de ficar na décima quarta da Billboard Hot 100 e na 27ª na Canadian Hot 100. A faixa acabou por ser autenticada como disco de platina tripla pela Recording Industry Association of America (RIAA) e dupla pela Music Canada (MC). A terceira faixa de divulgação, "Somebody's Heartbreak", teve como pico as sétima, 54ª e 68ª no Hot Country Songs, Billboard Hot 100 e Canadian Hot 100, respectivamente. "I Want Crazy", primeiro single do relançamento situou-se na 19ª posição dos Estados Unidos e deu a Hayes sua melhor colocação no Canadá, 14ª situação.
O extended play (EP) ao vivo Hunter Hayes: Live, foi lançado em 16 de outubro de 2012. A videografia relacionada do cantor consiste de quatro vídeos de suas músicas. O norte-americano também aparece em canções de outros artistas recebendo crédito de co-compositor ou também como vocalista participante. Com mais de 5 milhões de singles vendidos, Hayes detém o recorde de mais downloads de um debute a partir de um artista country masculino, além de ser um dos únicos quatro artistas masculinos do gênero a ter o álbum de estreia platinado. Em outubro de 2013, Hayes já havia vendido mais de um milhão de álbuns e sete milhões de singles.

## Álbuns

### Álbuns de estúdio
| Detalhes do álbum                                                                                                 | Melhores posições atingidas | Melhores posições atingidas | Melhores posições atingidas | Melhores posições atingidas | Vendas                   | Certificação         |
| Detalhes do álbum                                                                                                 | EUA                         | EUA Country                 | CAN                         | UK Country                  | Vendas                   | Certificação         |
| --- | --------------------------- | --------------------------- | --------------------------- | --------------------------- | ------------------------ | -------------------- |
| Hunter Hayes - Lançamento: 11 de outubro de 2011 - Gravadora: Atlantic Records - Formatos: CD, download digital   | 7                           | 1                           | 12                          | 6                           | - : 40,000 - : 1 138 000 | - : Ouro - : Platina |
| Storyline - Lançamento: 5 de maio de 2014 - Gravadora: Atlantic Records - Formatos: CD, download digital          | 3                           | 1                           | 2                           | —                           | - : 5,600 - : 179,100    |                      |
| The 21 Project - Lançamento: 5 de novembro de 2015 - Gravadora: Atlantic Records - Formatos: CD, download digital | 93                          | 16                          | —                           | —                           |                          |                      |
| "—" denota itens que não entraram nas tabelas ou não foram lançados no território.                                |                             |                             |                             |                             |                          |                      |

### Extended plays(EP)
| Detalhes do álbum | Melhores posições atingidas |
| Detalhes do álbum | EUA Country                 |
| --- | --------------------------- |
| Hunter Hayes: Live - Lançamento: 16 de outubro de 2012 - Gravadora: Atlantic Records - Formatos: CD promocional, download digital | 30                          |
| 21 - Lançamento: 7 de agosto de 2015 - Gravadora: Atlantic Records - Formato: Streaming                                           | —                           |

### Álbuns de compilação
| Detalhes do álbum                                                                                            | Melhores posições atingidas |
| Detalhes do álbum                                                                                            | RU                          |
| --- | --------------------------- |
| I Want Crazy - Lançamento: 3 de abril de 2015 - Gravadora: Atlantic Records - Formatos: CD, download digital | 85                          |

## Singles
| Ano                                                                                | Singles                                            | Melhores posições atingidas | Melhores posições atingidas | Melhores posições atingidas | Melhores posições atingidas | Vendas        | Certificações                 | Álbum          |
| Ano                                                                                | Singles                                            | EUA                         | EUA Country                 | EUA Country Airplay         | CAN                         | Vendas        | Certificações                 | Álbum          |
| ---------------------------------------------------------------------------------- | -------------------------------------------------- | --------------------------- | --------------------------- | --------------------------- | --------------------------- | ------------- | ----------------------------- | -------------- |
| 2011                                                                               | "Storm Warning"                                    | 78                          | 14                          | —                           | —                           | - : 501,000   | - : Ouro                      | Hunter Hayes   |
| 2012                                                                               | "Wanted"                                           | 16                          | 1                           | 1                           | 27                          | - : 3 454 000 | - : 2× Platina - : 4× Platina | Hunter Hayes   |
| 2012                                                                               | "Somebody's Heartbreak"                            | 54                          | 7                           | 1                           | 66                          | - : 772,000   | - : Platina                   | Hunter Hayes   |
| 2013                                                                               | "I Want Crazy"                                     | 19                          | 2                           | 2                           | 14                          | - : 1 528 000 | - : Platina - : 2× Platina    | Encore         |
| 2013                                                                               | "Everybody's Got Somebody But Me" (com Jason Mraz) | 77                          | 20                          | 17                          | —                           | - : 331,000   | - : Ouro                      | Encore         |
| 2014                                                                               | "Invisible"                                        | 44                          | 4                           | 19                          | 26                          | - : 419,000   | - : Ouro                      | Storyline      |
| 2014                                                                               | "Tattoo"                                           | 125                         | 31                          | 26                          | —                           | - : 74,000    |                               | Storyline      |
| 2015                                                                               | "Light Me Up"                                      | —                           | —                           | —                           | —                           | - : 13,000    |                               | I Want Crazy   |
| 2015                                                                               | "21"                                               | 114                         | 26                          | 21                          | 65                          | - : 117,000   |                               | The 21 Project |
| "—" denota itens que não entraram nas tabelas ou não foram lançados no território. |                                                    |                             |                             |                             |                             |               |                               |                |

### Promocionais
| Ano                                                                                | Canção                                      | Melhores posições atingidas | Melhores posições atingidas | Melhores posições atingidas | Vendas     | Álbum          |
| Ano                                                                                | Canção                                      | EUA                         | EUA Country                 | CAN                         | Vendas     | Álbum          |
| ---------------------------------------------------------------------------------- | ------------------------------------------- | --------------------------- | --------------------------- | --------------------------- | ---------- | -------------- |
| 2014                                                                               | "Wild Card"                                 | —                           | 40                          | 68                          | - : 20,000 | Storyline      |
| 2014                                                                               | "Storyline"                                 | —                           | 37                          | —                           | - : 40,000 | Storyline      |
| 2014                                                                               | "You Think You Know Somebody"               | —                           | 34                          | —                           | - : 34,000 | Storyline      |
| 2015                                                                               | "Where It All Begins" (com Lady Antebellum) | —                           | 45                          | —                           |            | The 21 Project |
| 2015                                                                               | "Young and in Love"                         | —                           | —                           | —                           |            | The 21 Project |
| 2015                                                                               | "Someday Girl"                              | —                           | —                           | —                           |            | 21             |
| "—" denota itens que não entraram nas tabelas ou não foram lançados no território. |                                             |                             |                             |                             |            |                |

### Outras canções
| Ano  | Canção                                                          | Melhores posições atingidas | Álbum                |
| Ano  | Canção                                                          | EUA Country Airplay         | Álbum                |
| ---- | --------------------------------------------------------------- | --------------------------- | -------------------- |
| 2013 | "Go Tell It on the Mountain"                                    | 60                          | Não inclusa em álbum |
| 2015 | "Merry Christmas Baby (2014 CMA Country Christmas Performance)" | —                           | Não inclusa em álbum |

## Vídeos musicais
| Ano  | Título                                             | Diretor(es)                 |
| ---- | -------------------------------------------------- | --------------------------- |
| 2011 | "Storm Warning"                                    | Brian Lazzaro               |
| 2012 | "Wanted"                                           | Patrick Hubik, Traci Goudie |
| 2012 | "Somebody's Heartbreak"                            | Joel Stewart                |
| 2013 | "I Want Crazy"                                     | Ends                        |
| 2013 | "Everybody's Got Somebody But Me" (com Jason Mraz) | Shane Drake                 |
| 2013 | "Let It Snow! Let It Snow! Let It Snow!"           | [ 53 ]                      |
| 2014 | "Invisible"                                        | Ray Kay                     |
| 2014 | "Tattoo"                                           | Kristin Barlowe             |
| 2015 | "Light Me Up"                                      | [ 56 ]                      |
| 2015 | 21                                                 | Kristin Barlowe             |

## Outras aparições
| Ano  | Artista                        | Canção                      | Álbum                                              | Crédito                              |
| ---- | ------------------------------ | --------------------------- | -------------------------------------------------- | ------------------------------------ |
| 2009 | Rascal Flatts                  | "Play"                      | Nothing Like This                                  | Compositor                           |
| 2009 | Vários artistas                | "Where We Left Off"         | Act of Valor: The Album                            | Compositor                           |
| 2011 | Victoria Justice               | "Almost Paradise"           | Footloose                                          | Vocalista participante               |
| 2013 | Brad Paisley                   | "Outstanding in Our Field"  | Wheelhouse                                         | Vocalista participante               |
| 2013 | Nenhum                         | "Can't Say Love"            | Samsung Owner's Hub                                | Intérprete                           |
| 2014 | Nenhum                         | "Goodbye Yellow Brick Road" | Goodbye Yellow Brick Road: Revisited & Beyond      | Intérprete                           |
| 2014 | John Legend e Jennifer Nettles | "All of Me"                 | Não inclusa em álbum                               | Guitarrista e vocalista participante |
| 2014 | The Doobie Brothers            | "Listen to the Music"       | Southbound                                         | Guitarrista                          |
| 2014 | Nenhum                         | "Dream Girl"                | The Best of Me: Original Motion Picture Soundtrack | Intérprete                           |
| 2015 | Brett Kissel                   | "I Can Play Guitar"         | Pick Me Up                                         | Vocalista participante               |